# Conringia grandiflora
Conringia grandiflora är en korsblommig växtart som beskrevs av Pierre Edmond Boissier och Theodor Heinrich von Heldreich. Conringia grandiflora ingår i släktet kåltravar, och familjen korsblommiga växter. Inga underarter finns listade i Catalogue of Life.